# 遠藤比呂通
遠藤 比呂通（えんどう ひろみち、1960年2月3日 - ）は、日本の法学者（憲法）、弁護士。元東北大学法学部助教授。山梨県生まれ。

## 略歴
- 1974年4月 ‐ 山梨県立甲府西高等学校入学
- 1984年3月 - 東京大学法学部卒業
- 1984年4月 - 東京大学法学部助手（学士助手）
- 1987年4月 - 東北大学法学部助教授(憲法講座)
- 1996年9月 - 東北大学法学部助教授を辞職。

東北大学辞職後、宣教師を志して日本基督教団西成教会金井愛明牧師の下で萩之茶屋中公園前の同教会いこい食堂に住み、炊き出しや日雇い鉄筋工などに従事。神学部などへの進学を考えていたが、金井牧師に諭され大学ではなく釜ヶ崎で学ぶことを決意する。1997年、弁護士法5条1項の特例を使って大阪弁護士会に弁護士登録。登録後、大阪で日本の刑事弁護の第一人者である後藤貞人に約1年師事。1998年大阪市西成区に西成法律事務所を開設。弁護士の金尚均龍谷大学教授と、毎月無料法律相談を開くなどホームレス支援活動などに携わる。
東京大学では芦部信喜、樋口陽一に師事した。

## 著書
- 『自由とは何か―法律学における自由論の系譜』（日本評論社、1993年）
- 『市民と憲法訴訟 』（信山社出版.、2007年）
- 『不平等の謎―憲法のテオリアとプラクシス』（法律文化社、2010年）
- 『人権という幻―対話と尊厳の憲法学』（勁草書房、2011年）
- （石埼学と共編）『沈黙する人権』（法律文化社、2012年）
- 『希望への権利―釜ヶ崎で憲法を生きる』（岩波書店、2014年）